# Raška Gora
Raška Gora – wieś w Bośni i Hercegowinie, w Federacji Bośni i Hercegowiny, w kantonie hercegowińsko-neretwiańskim, w mieście Mostar. W 2013 roku liczyła 35 mieszkańców, z czego większość stanowili Chorwaci.